# Vurnon Anita
Vurnon San Benito Anita (Willemstad, 4 aprile 1989) è un calciatore olandese, originario di Curaçao, centrocampista o difensore svincolato.

## Caratteristiche tecniche
Giocatore molto duttile, Anita è un vero jolly capace di ricoprire il ruolo di terzino destro o sinistro, di centrocampista centrale, oltre a quello a lui più congeniale di mediano davanti alla difesa.

## Carriera

### Club

#### Inizi e Ajax
Anita ha cominciato a giocare a calcio a Curaçao, l'isola dove è nato, con il CVV Willemstad. Dopo essersi trasferito nei Paesi Bassi ha cominciato a giocare nel club dilettantistico VV Maarssen. Qualche tempo dopo entrò nelle giovanili dell'Ajax.
A partire dalla stagione 2005-06 è stato promosso in prima squadra e il 19 marzo 2006 ha fatto il suo debutto in Eredivisie nella sconfitta per 3-2 contro il FC Groningen. Nello stesso anno ha giocato anche in KNVB beker, competizione che l'Ajax ha poi vinto. La stagione successiva ha giocato un'altra partita in campionato. Nella stagione 2007-08 non gioca neanche una partita in prima squadra, ma dalla stagione 2008-09 si conquista un posto, riuscendo a giocare 16 partite perlopiù sostituendo compagni infortunati o squalificati.
Nel 2009-2010 diventa il terzino sinistro titolare, anche grazie alle assenze di Urby Emanuelson e di Thimothée Atouba. Anita gioca da titolare la finale di Coppa d'Olanda contro il Feyenoord vinta dall'Ajax.

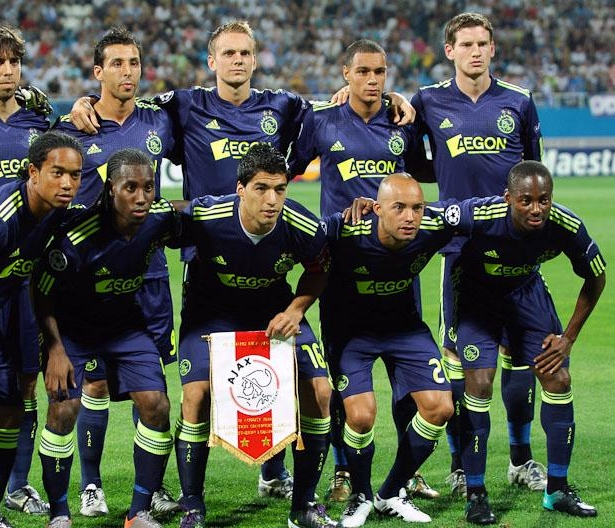
Anita (secondo da sinistra in basso) con i compagni dell'Ajax nel 2010

Inizia la stagione 2010-2011 giocando da terzino sinistro, poi nel dicembre 2010 con l'avvicendamento tra Martin Jol e Frank de Boer sulla panchina dell'Ajax comincia a giocare prevalentemente come centrocampista difensivo.
Il 15 maggio vince l'Eredivisie nello scontro diretto vinto per 3-1 contro il Twente che poche settimane prima aveva vinto per 3-2 la finale di Coppa d'Olanda contro l'Ajax.
Il 27 maggio rinnova il contratto in scadenza nel 2012 fino al 30 giugno 2014 e il 30 luglio perde, subentrando nella ripresa, la Supercoppa d`Olanda contro il Twente per 2-1.
Il 25 marzo 2012 tocca quota 100 presenze coi lancieri in campionato in occasione della vittoria per 2-0 contro il PSV.
Diventato ormai un punto fermo della squadra olandese, il 2 maggio vince la sua seconda Eredivisie consecutiva con l'Ajax concludendo la stagione con 44 presenze totali e 2 gol.

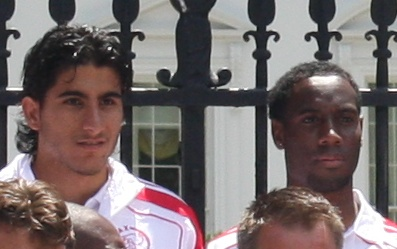
Anita (a destra) con l'ex compagno di squadra Aras Özbiliz nel 2011

Dopo aver perso la Supercoppa d'Olanda a luglio contro il PSV, gioca la sua ultima partita con l'Ajax il 12 agosto 2012 da titolare nel 2-2 contro l'AZ Alkmaar.

#### Newcastle Utd e Leeds Utd
Il 16 agosto 2012 viene acquistato a titolo definitivo dal club inglese del Newcastle per 8,5 milioni di euro. Il ventitreenne, ha firmato un quinquennale fino al 2017 e indosserà la maglia numero otto. In cinque stagioni gioca più di 150 partite prima di passare a parametro zero al Leeds Utd in seconda serie inglese.

#### Ritorno nei Paesi Bassi e parentesi al CSKA Sofia
Dopo un solo anno fa ritorno in patria in prestito al Willem II. A fine stagione rimane svincolato.
All'inizio di settembre 2020, dopo una piccola parentesi al CSKA Sofia nel pre-lockdown, firma un contratto annuale con l'RKC Waalwijk, con cui ritrova continuità. Dopo aver inizialmente lasciato la squadra in scadenza naturale di contratto, il 26 agosto 2021, rinnova per un'altra stagione. Il 24 luglio 2022 rinnova nuovamente per un'altra stagione con il club olandese.

#### Al-Orobah e Volendam
Dopo 3 stagioni con il Waalwijk, il 23 giugno 2023, passa ufficialmente all'Al-Orobah.
Rimasto svincolato al termine della stagione, rimane senza squadra sino al 16 gennaio 2025, giorno in cui fa ritorno nei Paesi Bassi accasandosi al Volendam.

### Nazionale
Ha partecipato al campionato del mondo under-17 svoltosi in Perù nel 2005 e ha giocato anche per le rappresentative olandesi U-19 e U-21. Inoltre nel 2007 fa parte della selezione europea Under-18 che vince la UEFA-CAF Meridian Cup battendo una selezione Under-18 africana.
Il 26 maggio 2010 Anita ha fatto il suo debutto con la nazionale maggiore olandese entrando come sostituto nella vittoria per 2-1 contro il Messico.
Anita è stato incluso nella squadra preliminare per il campionato mondiale di calcio 2010 in Sudafrica. Tuttavia il 27 maggio 2010 il ct olandese Bert van Marwijk ha annunciato che il giocatore non farà parte dei 23 convocati per il Mondiale.
Dopo i Mondiali 2010 ha giocato due partite tra l'agosto e il settembre 2010 in nazionale rispettivamente contro Ucraina e Messico che sono state le sue ultime due partite con gli Oranje, venendo solo convocato in qualche sporadica occasione negli anni successivi (la prima nel novembre 2011 la seconda nel settembre 2015 e la terza nel mese successivo).
Nel marzo del 2021, grazie al via libera della FIFA che ha garantito il cambio di nazionale nonostante fosse già over 21 quando disputò le presenze con l'Olanda, ha potuto rispondere alla convocazione di Guus Hiddink per la nazionale di Curaçao, esordendo il 25 marzo 2021 nel match valido per le qualificazioni al campionato mondiale di calcio 2022 vinto per 5-0 contro Saint Vincent e Grenadine.

## Statistiche

### Cronologia presenze e reti in nazionale
| Cronologia completa delle presenze e delle reti in nazionale ― Paesi Bassi | Cronologia completa delle presenze e delle reti in nazionale ― Paesi Bassi | Cronologia completa delle presenze e delle reti in nazionale ― Paesi Bassi | Cronologia completa delle presenze e delle reti in nazionale ― Paesi Bassi | Cronologia completa delle presenze e delle reti in nazionale ― Paesi Bassi | Cronologia completa delle presenze e delle reti in nazionale ― Paesi Bassi | Cronologia completa delle presenze e delle reti in nazionale ― Paesi Bassi | Cronologia completa delle presenze e delle reti in nazionale ― Paesi Bassi |
| Data                                                                       | Città                                                                      | In casa                                                                    | Risultato                                                                  | Ospiti                                                                     | Competizione                                                               | Reti                                                                       | Note                                                                       |
| -------------------------------------------------------------------------- | -------------------------------------------------------------------------- | -------------------------------------------------------------------------- | -------------------------------------------------------------------------- | -------------------------------------------------------------------------- | -------------------------------------------------------------------------- | -------------------------------------------------------------------------- | -------------------------------------------------------------------------- |
| 26-5-2010                                                                  | Friburgo in Brisgovia                                                      | Paesi Bassi                                                                | 2 – 1                                                                      | Messico                                                                    | Amichevole                                                                 | -                                                                          | 46’                                                                        |
| 11-8-2010                                                                  | Donec'k                                                                    | Ucraina                                                                    | 1 – 1                                                                      | Paesi Bassi                                                                | Amichevole                                                                 | -                                                                          | 46’                                                                        |
| 7-9-2010                                                                   | Rotterdam                                                                  | Paesi Bassi                                                                | 2 – 1                                                                      | Finlandia                                                                  | Qual. Euro 2012                                                            | -                                                                          |                                                                            |
| Totale                                                                     |                                                                            | Presenze                                                                   | 3                                                                          |                                                                            | Reti                                                                       | 0                                                                          |                                                                            |

| Cronologia completa delle presenze e delle reti in nazionale ― Curaçao | Cronologia completa delle presenze e delle reti in nazionale ― Curaçao | Cronologia completa delle presenze e delle reti in nazionale ― Curaçao | Cronologia completa delle presenze e delle reti in nazionale ― Curaçao | Cronologia completa delle presenze e delle reti in nazionale ― Curaçao | Cronologia completa delle presenze e delle reti in nazionale ― Curaçao | Cronologia completa delle presenze e delle reti in nazionale ― Curaçao | Cronologia completa delle presenze e delle reti in nazionale ― Curaçao |
| Data                                                                   | Città                                                                  | In casa                                                                | Risultato                                                              | Ospiti                                                                 | Competizione                                                           | Reti                                                                   | Note                                                                   |
| ---------------------------------------------------------------------- | ---------------------------------------------------------------------- | ---------------------------------------------------------------------- | ---------------------------------------------------------------------- | ---------------------------------------------------------------------- | ---------------------------------------------------------------------- | ---------------------------------------------------------------------- | ---------------------------------------------------------------------- |
| 25-3-2021                                                              | Willemstad                                                             | Curaçao                                                                | 5 – 0                                                                  | Saint Vincent e Grenadine                                              | Qual. Mondiali 2022                                                    | -                                                                      |                                                                        |
| 28-3-2021                                                              | Città del Guatemala                                                    | Cuba                                                                   | 1 – 2                                                                  | Curaçao                                                                | Qual. Mondiali 2022                                                    | -                                                                      | 46’                                                                    |
| 5-6-2021                                                               | Città del Guatemala                                                    | Isole Vergini Britanniche                                              | 0 – 8                                                                  | Curaçao                                                                | Qual. Mondiali 2022                                                    | -                                                                      | 46’                                                                    |
| 8-6-2021                                                               | Willemstad                                                             | Curaçao                                                                | 0 – 0                                                                  | Guatemala                                                              | Qual. Mondiali 2022                                                    | -                                                                      |                                                                        |
| 12-6-2021                                                              | Panama                                                                 | Panama                                                                 | 2 – 1                                                                  | Curaçao                                                                | Qual. Mondiali 2022                                                    | -                                                                      | 41’                                                                    |
| 15-6-2021                                                              | Willemstad                                                             | Curaçao                                                                | 0 – 0                                                                  | Panama                                                                 | Qual. Mondiali 2022                                                    | -                                                                      |                                                                        |
| 6-10-2021                                                              | Riffa                                                                  | Bahrein                                                                | 4 – 0                                                                  | Curaçao                                                                | Amichevole                                                             | -                                                                      | 63’                                                                    |
| 9-10-2021                                                              | Riffa                                                                  | Nuova Zelanda                                                          | 2 – 1                                                                  | Curaçao                                                                | Amichevole                                                             | -                                                                      |                                                                        |
| 3-6-2022                                                               | Willemstad                                                             | Curaçao                                                                | 0 – 1                                                                  | Honduras                                                               | CONCACAF Nations League 2022-2023 - 1º turno                           | -                                                                      |                                                                        |
| 6-6-2022                                                               | San Pedro Sula                                                         | Honduras                                                               | 1 – 2                                                                  | Curaçao                                                                | CONCACAF Nations League 2022-2023 - 1º turno                           | -                                                                      |                                                                        |
| 10-6-2022                                                              | Vancouver                                                              | Canada                                                                 | 4 – 0                                                                  | Curaçao                                                                | CONCACAF Nations League 2022-2023 - 1º turno                           | -                                                                      |                                                                        |
| 25-3-2023                                                              | Willemstad                                                             | Curaçao                                                                | 0 – 2                                                                  | Canada                                                                 | CONCACAF Nations League 2022-2023 - 1º turno                           | -                                                                      | 69’                                                                    |
| 28-3-2023                                                              | Santiago del Estero                                                    | Argentina                                                              | 7 – 0                                                                  | Curaçao                                                                | Amichevole                                                             | -                                                                      | 82’ 84’                                                                |
| 13-10-2023                                                             | Willemstad                                                             | Curaçao                                                                | 1 – 2                                                                  | Panama                                                                 | CONCACAF Nations League 2023-2024 - 1º turno                           | -                                                                      | 84’                                                                    |
| Totale                                                                 |                                                                        | Presenze                                                               | 14                                                                     |                                                                        | Reti                                                                   | 0                                                                      |                                                                        |

## Palmarès

### Club

#### Competizioni nazionali
- Coppa dei Paesi Bassi: 3

Ajax: 2005-2006, 2006-2007, 2009-2010
- Campionato olandese: 2

Ajax: 2010-2011, 2011-2012
- Football League Championship: 1

Newcastle Utd: 2016-2017
- Eerste Divisie: 1

Volendam: 2024-2025

### Nazionale
- UEFA-CAF Meridian Cup: 1

Europa Under-18: 2007